# Fleur sans tache
Pour plus de détails, voir Fiche technique et Distribution.
Fleur sans tache (titre original : The Wicked Darling) est un film américain réalisé par Tod Browning, sorti en 1919.

## Synopsis
Le riche Kent Mortimer apprend qu'il vient de faire faillite alors qu'il assiste à un bal costumé avec sa fiancée, Adele Hoyt. Il lui annonce alors qu'il doit vendre tous ses biens pour payer ses dettes et Adele rompt immédiatement leurs fiançailles et lui rend tous ses cadeaux, à l'exception d'un collier de perles qu'elle laisse tomber sur le trottoir en entrant dans son taxi. Mary Stevens, une voleuse à la tire qui passait par là, s'en empare avant de s'enfuir avec la police à ses trousses. Elle voit une porte ouverte dans un manoir et se réfugie à l'intérieur. Le manoir est celui de Kent et elle apprend que les perles lui appartiennent mais elle ne lui fait pas savoir qu'elle les possède. Plus tard, Mary trouve un emploi de serveuse et un jour Mortimer entre dans le restaurant où ils se retrouvent. Il commence à sortir régulièrement avec Mary et Stoop Connors, l'un des membres du gang de Mary, devient jaloux et tire une balle dans le bras de Mortimer. Mary aide Mortimer à rentrer chez lui, qui vit maintenant dans un immeuble délabré et apprend que son loyer est en retard et qu'il va être expulsé très bientôt. Elle vend deux des perles à un receleur nommé Fadem et donne l'argent à la propriétaire de Mortimer pour le tirer d'affaire.
Fadem et Stoop fouillent l'appartement de Mary pour essayer de trouver le reste des perles mais elle porte constamment les perles sur elle. Mortimer est choqué d'apprendre le véritable passée de Mary en tant que criminelle et lui dit qu'ils ne peuvent plus se voir. Mary renvoie les perles à Adele qui, à son tour, les rend à Mortimer. Lorsque Mortimer découvre ce que Mary a fait, il part à sa recherche pour lui demander pardon mais Fadem et Stoop ont enlevé Mary et tentent de la forcer à leur dire où se trouvent les perles. Mortimer fait irruption au moment où ils l'étouffent. Il attaque les deux hommes et un terrible combat s'ensuit. Mary s'échappe de la pièce et appelle le barman du café du dessous, une énorme brute qui vénère Mary. Il arrive juste à temps pour sauver Mortimer d'un coup de couteau. Fadem et Stoop s'enfuient dans la nuit et Mortimer se retrouve avec Mary. 
Ils achètent une ferme à la campagne et engagent le barman comme homme à tout faire.

## Fiche technique
- Titre original : The Wicked Darling
- Titre français : Fleur sans tache
- Réalisation : Tod Browning
- Scénario : Evelyn Campbell, Waldemar Young et Harvey Gates
- Photographie : Alfred Gosden
- Pays de production : États-Unis
- Format : Noir et blanc - 1,33:1 - Film muet
- Genre : drame
- Date de sortie : 1919

## Distribution
- Priscilla Dean : Mary Stevens

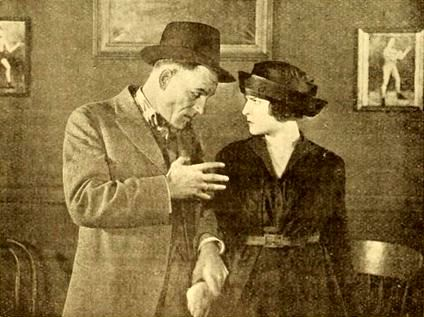
Lon Chaney et Priscilla Dean dans une scène du film.

- Wellington A. Playter : Kent Mortimer
- Lon Chaney : Stoop Connors
- Spottiswoode Aitken : Fadem
- Gertrude Astor : Adele Hoyt
- Martha Mattox : une serveuse